# Jüri Lumiste
Jüri Lumiste (* 16. Juli 1957 in Tartu) ist ein estnischer Schauspieler und Theaterregisseur.

## Leben
Jüri Lumiste wurde 1957 in Tartu als Sohn des Mathematikers Ülo Lumiste geboren. Er besuchte bis 1975 die Schule in Tartu und studierte danach Mathematik an der Universität Tartu.
Seit 1978 war er im Theater Vanemuine in Tartu aktiv. Von 1991 bis 1992 setzte er seine Schauspielausbildung in Deutschland und Japan fort. 1992 wurde er Theaterleiter des Vanemuine, an dem er auch Theaterstücke als Regisseur inszenierte.
Gelegentlich war Lumiste auch für Film- und Fernsehproduktionen schauspielerisch tätig. 1985 übernahm er eine Rolle als fanatischer Obersturmführer in Elem Klimows Antikriegsfilm Komm und sieh.

## Filmografie (Auswahl)
- 1985: Komm und sieh (Иди и смотри)
- 2005: Libahundi needus (Fernsehfilm)
- 2006: Bodomin legenda (Fernsehfilm)
- 2008: Fritsud ja blondiinid (Dokumentarfilm)
- 2010: Kelgukoerad (Fernsehserie, Episode Suveniir)
- 2012: Deemonid
- 2013: Kertu
- 2015: Süüdlane (Kurzfilm)
- 2016: Kättemaksukontor (Fernsehserie, 2 Episoden)

## Theatrografie (Auswahl)
Schauspieler
- 1979: Elektra, meine Liebe (László Gyurkó; Vanemuine, Tartu)
- 1980: Das Nest des Auerhahns (Wiktor Rosow; Vanemuine, Tartu)
- 1980: Der Hofmeister (Jakob Michael Reinhold Lenz, Bertolt Brecht; Vanemuine, Tartu)
- 1981: Herr Puntila und sein Knecht Matti (Bertolt Brecht; Vanemuine, Tartu)
- 1982: Faehlmann. Keskpäev. Õhtuselgus (Vaino Vahing, Madis Kõiv; Vanemuine, Tartu)
- 1983: Die Räuber (Friedrich Schiller; Vanemuine, Tartu)
- 1983: Heinrich IV. (Luigi Pirandello; Vanemuine, Tartu)
- 1984: Suvi (Oskar Luts, Raivo Adlas; Vanemuine, Tartu)
- 1986: R.U.R. (Karel Čapek; Vanemuine, Tartu)
- 1987: Macbeth (William Shakespeare; Vanemuine, Tartu)
- 1988: Memoir (John Murrell; Vanemuine, Tartu)
- 1990: Menning (Ilmar Külvet; Vanemuine, Tartu)
- 1993: Oliver! (Lionel Bart; Vanemuine, Tartu)
- 1994: Williamile (Margus Kasterpalu; Vanemuine, Tartu)
- 1996: Undine (Jean Giraudoux; Vanemuine, Tartu)
- 1997: Hamlet (William Shakespeare; Vanemuine, Tartu)
- 1998: Tarelkins Tod (Alexander Wassiljewitsch Suchowo-Kobylin; Vanemuine, Tartu)
- 1998: Was ihr wollt (William Shakespeare; Vanemuine, Tartu)
- 1999: Krieg und Frieden (Leo Tolstoi; Vanemuine, Tartu)
- 2000: Jacques und sein Herr: Hommage an Denis Diderot in drei Akten (Milan Kundera; Vanemuine, Tartu)
- 2001: Blood Brothers (Willy Russell; Vanemuine, Tartu)
- 2002: Wit (Margaret Edson; Vanemuine, Tartu)
- 2003: Kihnu Jõnn (Juhan Smuul; Vanemuine, Tartu)
- 2004: Einer flog über das Kuckucksnest (Dale Wasserman; Vanemuine, Tartu)
- 2004: Baumeister Solness (Henrik Ibsen; Vanemuine, Tartu)
- 2005: Wie es euch gefällt (William Shakespeare; Vanemuine, Tartu)
- 2005: Sekstett a la carte (Neil Simon; Vanemuine, Tartu)
- 2006: Alles im Garten (Edward Albee; Vanemuine, Tartu)
- 2007: Der Löwe, die Hexe und die Garderobe (C. S. Lewis; Vanemuine, Tartu)
- 2007: Versteckte Kosten (Wiktorija Nikiforowa; Vanemuine, Tartu)
- 2008: Poor Beast in the Rain (Billy Roche; Vanemuine, Tartu)
- 2009: Richard III. (William Shakespeare; Vanemuine, Tartu)
- 2010: The Sound of Music (Richard Rodgers; Vanemuine, Tartu)
- 2010: Huntluts (Mati Unt; Vanemuine, Tartu)
- 2011: Monsieur Amilcar (Yves Jamiaque; Vanemuine, Tartu)
- 2014: Die Möwe (Anton Tschechow; Vanemuine, Tartu)
- 2015: Üritus (Uku Uusberg; Vanemuine, Tartu)
- 2016: Arkadien (Tom Stoppard; Vanemuine, Tartu)
- 2017: Hedda Gabler (Henrik Ibsen, Brian Friel; Vanemuine, Tartu)
- 2018: Faust. Eine Tragödie. (Johann Wolfgang von Goethe; Vanemuine, Tartu)

Regisseur
- 1986: Der Preis (Arthur Miller; Vanemuine, Tartu)
- 1988: Miki-Hiir tondilossis (Jaan Kiho; Vanemuine, Tartu)
- 1991: Castrozza (Madis Kõiv; Vanemuine, Tartu)
- 1993: Rasmus und der Landstreicher (Astrid Lindgren, Jüri Lumiste; Vanemuine, Tartu)
- 1994: Die Entführung aus dem Serail (Wolfgang Amadeus Mozart; Vanemuine, Tartu)
- 1994: König Lear (William Shakespeare; Vanemuine, Tartu)
- 1995: La Tête des autres (Marcel Aymé; Vanemuine, Tartu)
- 1997: Karlsson vom Dach (Astrid Lindgren; Vanemuine, Tartu)
- 2005: Sekstett a la carte (Neil Simon; Vanemuine, Tartu)
- 2007: Beautiful Bodies (Laura Cunningham; Vanemuine, Tartu)
- 2011: Hispaania öö (Konzert; Vanemuine, Tartu)
- 2019: Virrvarr. Paberist muinasjutt (Vanemuine, Tartu)